# Tintin Anderzon
Anna Tintin Catharina Anderzon, ursprungligen Anna Catharina Andersson, född 29 april 1964 i Järfälla, är en svensk skådespelare. Hon är dotter till skådespelaren Kim Anderzon. och Jan Ingemar Egerstrand.[källa behövs]

## Biografi
Som en följd av sin mors skådespelarkarriär tillbringade Tintin Anderzon en stor del av barndomen på Pistolteatern där modern var verksam. Hon kom på så sätt också att bli intresserad av skådespelaryrket och scendebuterade 1975 i pjäsen Macbeth, där hon spelade mot sin mor. Tintin Anderzon medverkade i Måns Herngrens och Hannes Holms tidiga TV-produktioner, såsom TV-serierna Förspelet och S*M*A*S*H.
Efter att ha gått i stå under en period tog Tintins Anderzons skådespelarkarriär ny fart i och med filmen Adam & Eva (1997). För sin medverkan i denna fick Anderzon motta en Guldbagge i kategorin "bästa kvinnliga biroll".

## Filmografi
- 1974 – Engeln (TV-serie)
- 1977 – Tabu
- 1979 – Den åttonde dagen
- 1980 – Mannen som blev miljonär
- 1981 – Skål och välkommen
- 1982 – Skulden (TV-serie)
- 1982 – Avskedet
- 1983 – Vidöppet (TV-serie)
- 1986 – Offret (röst)
- 1986 – På liv och död
- 1987 – Daghemmet Lyckan
- 1989 – Törnrosa (TV-film)
- 1990 – Macken – Roy's & Roger's Bilservice
- 1990 – Smash (TV-serie)
- 1990 – I skog och mark
- 1995 – En på miljonen
- 1997 – Tic Tac
- 1997 – Slutspel
- 1997 – OP7 (TV-serie)
- 1997 – Adam & Eva
- 1998 – c/o Segemyhr (TV-serie)
- 1998 – Nöjesredaktionen – I allmänhetens tjänst (TV-serie)
- 1999 – En dag i taget (TV-serie)
- 1999 – En häxa i familjen
- 1999 – Stjärnsystrar
- 2000 – Före stormen
- 2000 – Brottsvåg (TV-serie)
- 2001 – Det polska korset
- 2001 – Gryningslandet
- 2001 – En ängels tålamod (TV-serie)
- 2001 – Humorlabbet (TV-serie)
- 2001 – Nya tider (TV-serie)
- 2002 – Kontrakt (kortfilm)
- 2002 – Dunk (kortfilm)
- 2003 – Håkan Bråkan (TV-serie) - Karin Andersson
- 2003 – Grodmysteriet (svensk röst)
- 2004 – Håkan Bråkan & Josef - Karin Andersson
- 2010 – Sektor 236 - Tors vrede
- 2011 – Marianne
- 2011 – Maria Wern – Pojke försvunnen
- 2013 – Fjällbackamorden – Ljusets drottning

## Teater

### Roller (ej komplett)
| År   | Roll               | Produktion                                                      | Regi          | Teater                 |
| ---- | ------------------ | --------------------------------------------------------------- | ------------- | ---------------------- |
| 2000 | Lollo Agneta Doris | Sårskorpor Maria Blom                                           | Maria Blom    | Stockholms stadsteater |
| 2006 | Lusy               | Lilla Jönssonligan och glasskampen Figge Norling och Per Grytt  | Figge Norling | Vasateatern            |
| 2009 |                    | Panik på klinik Johan Schildt, Adde Malmberg och Robert Sjöblom | Adde Malmberg | Intiman                |